# Lavoro sociale
Il lavoro sociale è una professione e una disciplina accademica riguardante i servizi sociali e l'assistenza sociale. Come per "servizio sociale" la sua definizione è spesso stato dibattuta così come è da tempo analizzata la differenza tra le espressioni social service e social work ("servizio sociale" e "lavoro sociale").
(Tiziano Vecchiato, presentazione del volume Servizio sociale e lavoro sociale: questioni disciplinari e professionali)
La Federazione internazionale degli assistenti sociali (IFSW) e la Associazione internazionale delle scuole di lavoro sociale (IASSW) Archiviato il 7 giugno 2020 in Internet Archive. sono arrivate a una definizione approvata nel luglio 2014 della professione di lavoro sociale:
“Social work is a practice-based profession and an academic discipline that promotes social change and development, social cohesion, and the empowerment and liberation of people. Principles of social justice, human rights, collective responsibility and respect for diversities are central to social work.  Underpinned by theories of social work, social sciences, humanities and indigenous knowledges, social work engages people and structures to address life challenges and enhance wellbeing. The above definition may be amplified at national and/or regional levels”.
(“Il lavoro sociale è una professione basata sulla pratica e una disciplina accademica che promuove il cambiamento e lo sviluppo sociale, la coesione sociale, il potenziamento e la liberazione delle persone. I principi di giustizia sociale, diritti umani, responsabilità collettiva e rispetto delle diversità sono fondamentali per il lavoro sociale. Sostenuto dalle teorie del lavoro sociale, delle scienze sociali, delle discipline umanistiche e della conoscenza indigena, il lavoro sociale coinvolge persone e strutture per affrontare le sfide della vita e migliorare il benessere. La definizione di cui sopra può essere amplificata a livello nazionale e / o regionale").